# Gerhard Pfleiderer
Gerhard Pfleiderer (* 20. Februar 1921 in Heilbronn; † 13. Januar 2008 in Korntal) war ein deutscher Biochemiker.

## Leben
Pfleiderer studierte ab 1939 Chemie an der Ludwig-Maximilians-Universität München, musste aber 1940 sein Studium abbrechen. Vom Wehrdienst war er befreit, da er eine jüdische Mutter hatte – eine Cousine von Otto Meyerhof. 1946 setzte er sein Studium an der Universität Heidelberg fort. 1949 wurde er am Max-Planck-Institut für Medizin in Heidelberg bei Richard Kuhn promoviert, wobei er das Examen 1952 in Frankfurt bei Theodor Wieland ablegen musste. Er ging danach in die Forschungsgruppe von Wieland in Frankfurt, der ihn zum Studium der Enzymologie zu Theodor Bücher nach Hamburg schickte. 1957 habilitierte er sich an der Goethe-Universität Frankfurt am Main und war ab 1959 in Mainz. 1961 wurde er außerordentlicher und 1965 ordentlicher Professor in Frankfurt. 1969 wurde er Professor für Biochemie an der neu gegründeten Ruhr-Universität Bochum und 1975 an der Universität Stuttgart. Im Jahr 1973 wurde er zum Mitglied der Leopoldina gewählt. 1988 wurde er emeritiert.
Er befasste sich mit Enzymen und Enzym-Diagnostik mit immunologischen Methoden mit Anwendungen in der Krebs-Diagnostik, so mit den Änderungen im Isoenzym-Muster. Die Entdeckung der Creatin-Kinase MB wurde wichtig in der Diagnose von Herzerkrankungen und die der Rolle der sauren Phosphatase (PSP oder SPP) für die Diagnose von Prostatakrebs. Er hielt auch ein Patent für die Bestimmung der Glucose im Blut.
Mit Wieland spielte er eine Rolle bei der Klärung des Begriffs Isoenzym (eingeführt durch Clement Markert und Freddy Møller, Yale University 1959).